# Carpenter-Nunatak
Der Carpenter-Nunatak ist ein isolierter Nunatak im ostantarktischen Mac-Robertson-Land. Im südlichen Teil der Prince Charles Mountains ragt er zwischen dem Mount Mather und dem Massiv des Mount Menzies auf.
Eine Hundeschlittenmannschaft kartierte ihn 1961 im Rahmen der Australian National Antarctic Research Expeditions vom Gipfel des Mount Menzies. Das Antarctic Names Committee of Australia benannte ihn nach Geoffrey Denys Probyn Smith (1920–1991), Zimmerer (englisch carpenter) auf der Mawson-Station im Jahr 1961.